# Kalua

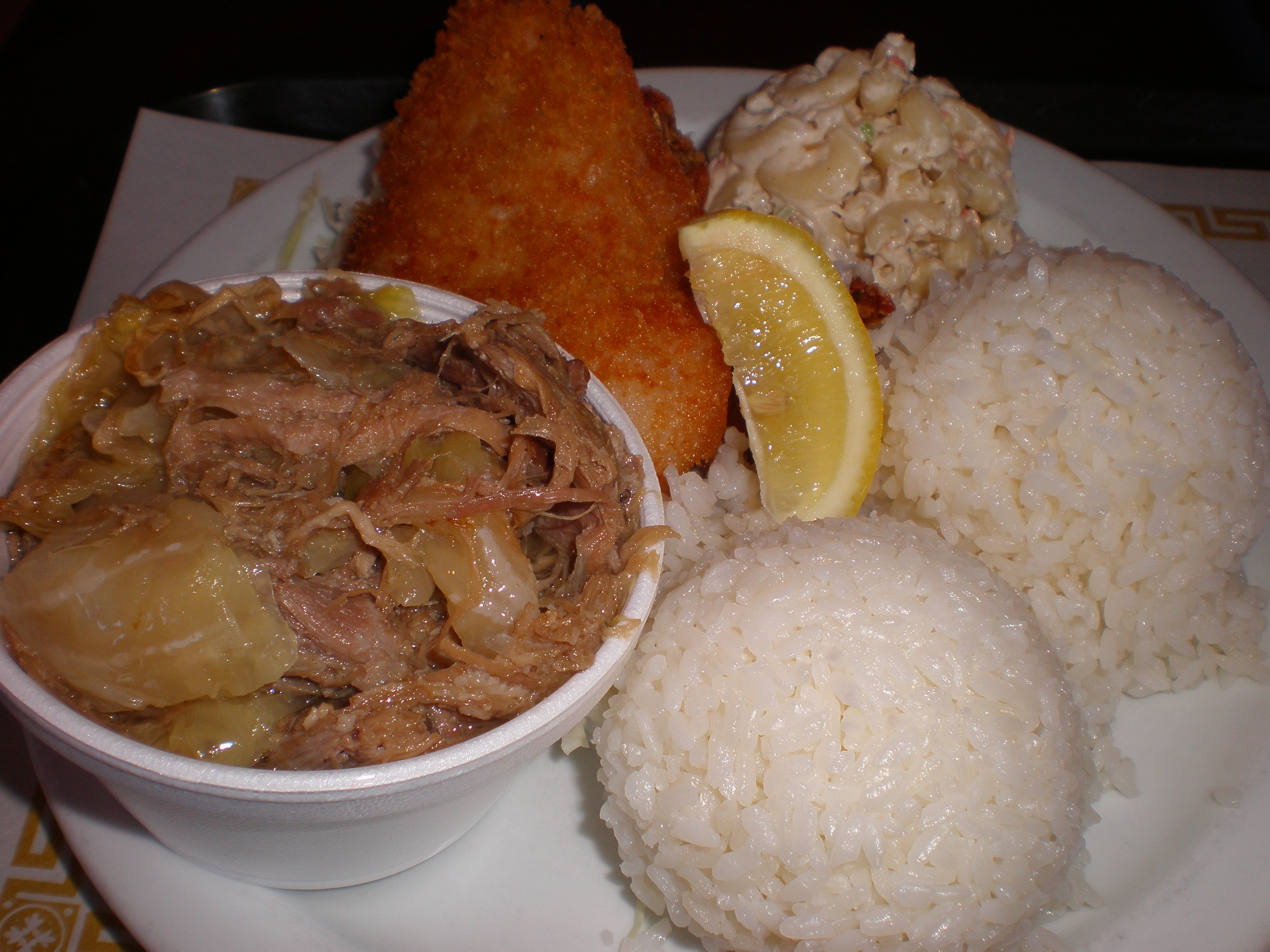
Bol de porc preparat a l'estil kalua acompanyat d'altres ingredients

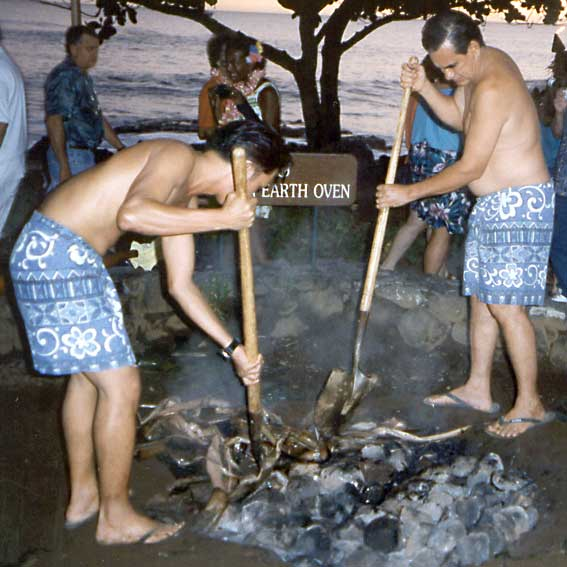
Preparació d'un forn enterrat tipus imu

Kalua o kālua és un mètode de cuina propi de la gastronomia hawaiana que consisteix a coure els aliments en un forn enterrat anomenat imu. La paraula, de fet, significa, literalment, «coure en un forn enterrat». Són molt coneguts el porc kalua o el  gall dindi  kalua, preparats tradicionalment durant una luau, una festa tradicional hawaiana, normalment acompanyada d'espectacles natius.
Actualment es poden preparar plats kalua fent servir forns domèstics. Es banya la carn amb fum líquid i sal marina, es cobreix amb paper d'alumini o fulles de bananer i es deixa coure a foc lent durant moltes hores.